# Alfred Ernest Allnatt
Alfred Ernest Allnatt (19 de febrero de 1889 - 14 de agosto de 1969), conocido profesionalmente como Mayor A. E. Allnatt, fue un empresario y coleccionista de arte inglés. Se hizo cargo del negocio de suministros de su padre y lo convirtió en Allnatt London Properties y otras empresas reconocidas en Inglaterra.

## Semblanza
Allnatt adquirió en 1959 la pintura la Adoración de los Magos, una obra del pintor flamenco Rubens de 1634, por la cifra récord de 275.000 libras esterlinas, procedente del patrimonio del Ducado de Westminster. Donó la pintura al King's College en noviembre de 1961, y en 1968 se exhibió de forma permanente en el extremo este de la capilla de la institución. La pintura se estimó en 2.400.000 dólares en 1974, cuando fue dañada por vándalos que escribieron sobre el lienzo "IRA" en letras de un tamaño 2 pies (0,6 m).
Gran aficionado al mundo de la hípica, uno de sus caballos, llamado "Ujiji", terminó tercero en el Derby de Epsom en junio de 1942 y primero en la Copa de Oro de Ascott en 1943 en Newmarket, Inglaterra. También fue dueño del Diamante Allnatt, que adquirió en la década de 1950.
En 1962 fundó la organización benéfica Chase, que en 2004 se fusionó para convertirse en Lankelly Chase.
John y Mary Allnatt adquirieron Sandbrook, una finca de unas 100 hectáreas con una mansión del siglo XVIII localizada en el condado de Carlow (Irlanda), por cuyo rebaño de ganado rubio de Aquitania obtuvo numerosos premios en ferias agrícolas de Gran Bretaña e Irlanda, incluyendo la Exposición de Primavera de la Royal Dublin Society, el Royal Welsh Show y el Royal Ulster Show. En la década de 1960, la Sra. Allnatt compró Rathmore Park para su hijo de su primer matrimonio, Brendan Foody, pero tras la decisión de este de no regresar a vivir a Irlanda, Rathmore fue vendido. Heredó Sandbrook tras el fallecimiento de su madre en septiembre de 1987.
Allnatt falleció en su residencia de Doughty House en Richmond Hill, Surrey, y sus cenizas fueron enterradas en el cementerio de Turville, en Buckinghamshire.
Junto con Melvin Leroy Merritt, de Portland, Estados Unidos, investigaron y publicaron un libro de genealogía sobre la historia de los Allnatt, "Las Familias de Allnutt y Allnatt", en 1962.